# Sternoptychidae

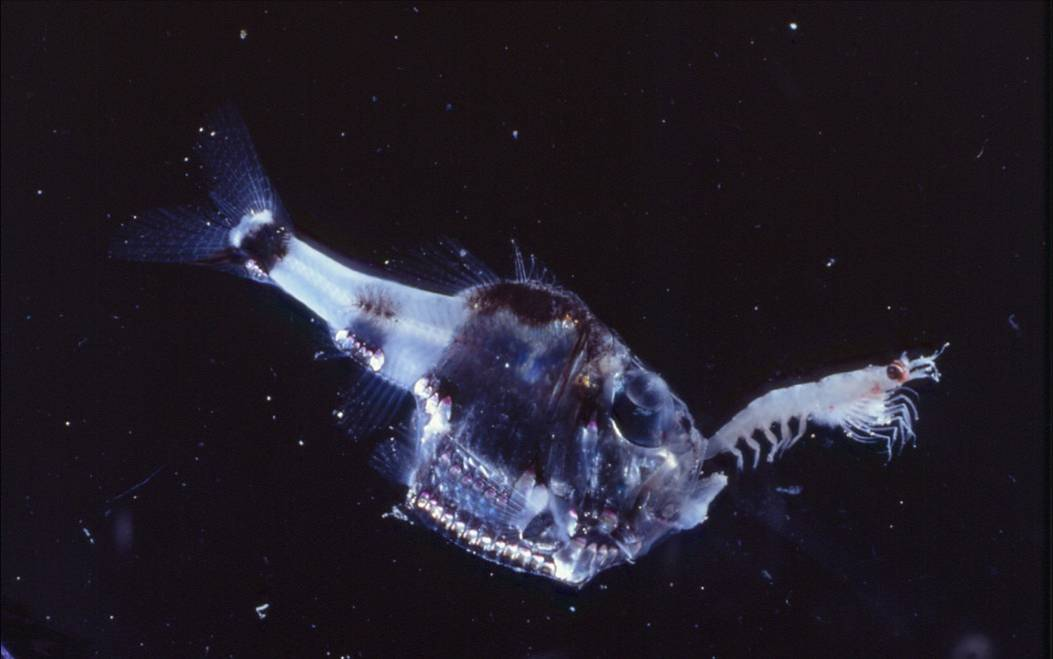
Argyropelecus hemigymnus

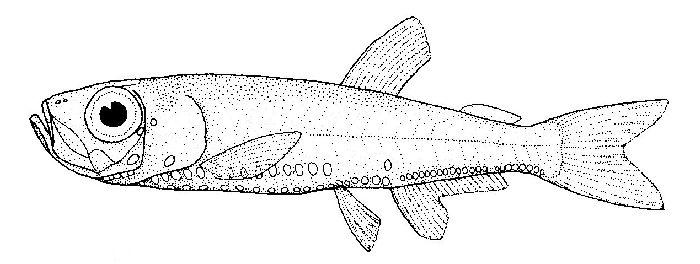
Maurolicus muelleri

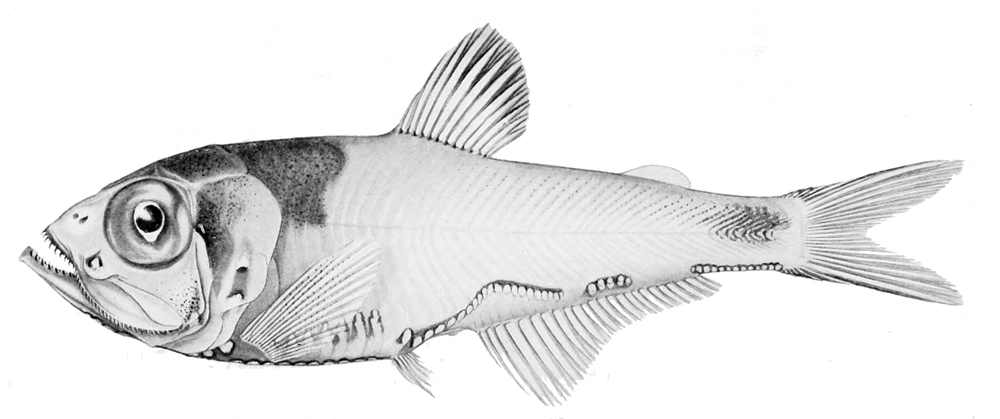
Argyripnus iridescens

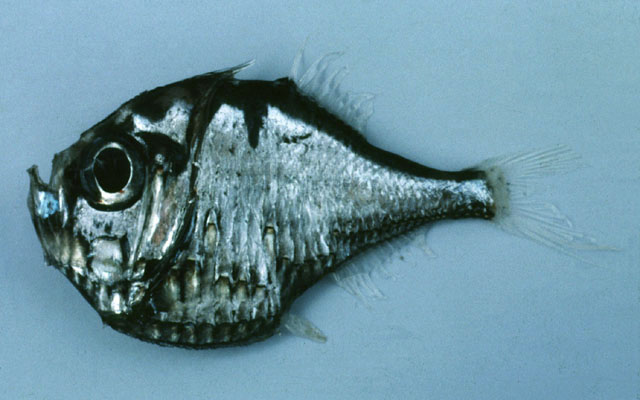
Polyipnus triphanos

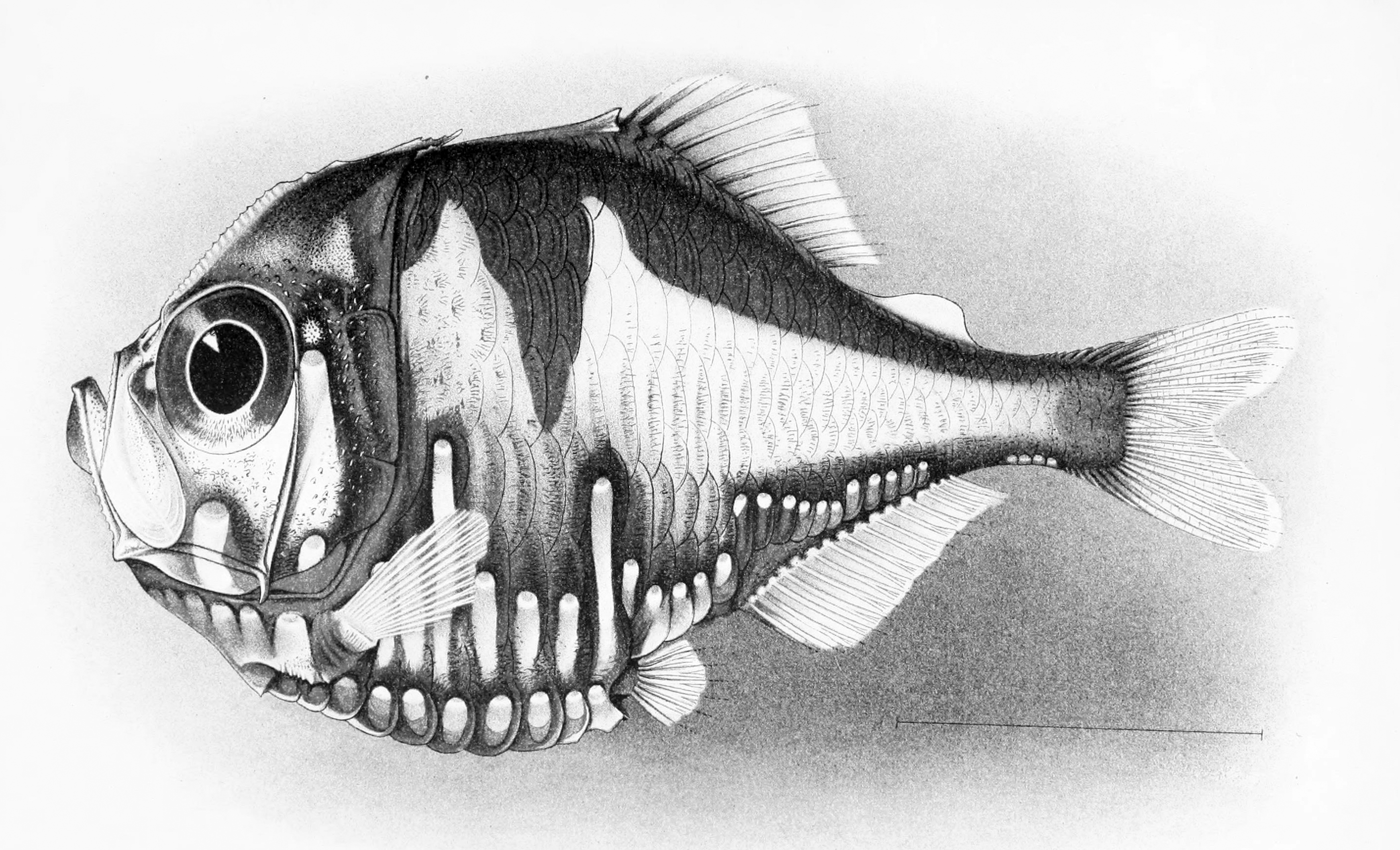
Polyipnus nuttingi

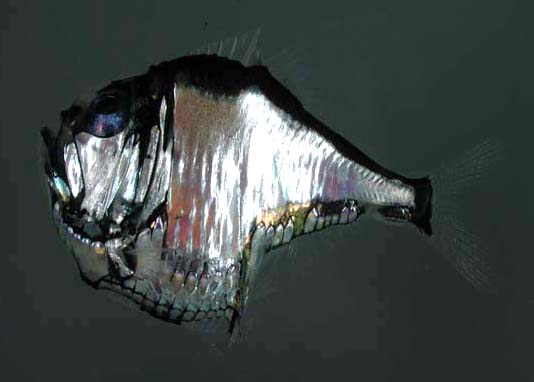
Argyropelecus aculeatus

Gli Sternoptychidae sono una famiglia di pesci abissali appartenenti all'ordine Stomiiformes.

## Distribuzione e habitat
Gli Sternoptychidae sono diffusi in tutti i mari e gli oceani.
Nel mar Mediterraneo sono presenti 3 specie:
- Argyropelecus hemigymnus
- Maurolicus muelleri
- Valenciennellus tripunctulatus.

Fanno vita batipelagica in acque libere ad elevate profondità. Sono tra i più comuni e tipici pesci abissali.

## Descrizione
Al contrario dei membri delle affini famiglie Gonostomatidae e Phosichthyidae molti Sternoptychidae (i membri della sottofamiglia Sternoptychinae) hanno profilo alto e quasi quadrangolare, molto appiattito lateralmente, con peduncolo caudale vistosamente più sottile del resto del corpo. Gli Sternoptychinae inoltre hanno la bocca quasi verticale. I Maurolicinae invece sono allungati e più simili agli altri Stomiiformes.
In tutti i generi la bocca è armata di piccoli denti acuminati ed hanno occhi grandi, in molte specie telescopici. Le scaglie si staccano facilmente.
Il colore in quasi tutte le specie è argenteo vivo.
La taglia è piccola, molto raramente superiore ai 10 cm.

## Biologia
Poco nota.
Effettuano migrazioni notturne verso acque più superficiali.

## Alimentazione
Sono carnivori, catturano crostacei, piccoli pesci ed organismi dello zooplancton.

## Pesca
La cattura di questi pesci è occasionale.

## Specie
- Genere Araiophos
  - Araiophos eastropas
- Genere Argyripnus
  - Argyripnus atlanticus
  - Argyripnus brocki
  - Argyripnus electronus
  - Argyripnus ephippiatus
  - Argyripnus hulleyi
  - Argyripnus iridescens
  - Argyripnus pharos
- Genere Argyropelecus
  - Argyropelecus aculeatus
  - Argyropelecus affinis
  - Argyropelecus gigas
  - Argyropelecus hemigymnus
  - Argyropelecus lychnus
  - Argyropelecus olfersii
  - Argyropelecus sladeni
- Genere Danaphos
  - Danaphos oculatus
- Genere Maurolicus
  - Maurolicus amethystinopunctatus
  - Maurolicus australis
  - Maurolicus breviculus
  - Maurolicus imperatorius
  - Maurolicus inventionis
  - Maurolicus japonicus
  - Maurolicus javanicus
  - Maurolicus kornilovorum
  - Maurolicus mucronatus
  - Maurolicus muelleri
  - Maurolicus parvipinnis
  - Maurolicus rudjakovi
  - Maurolicus stehmanni
  - Maurolicus walvisensis
  - Maurolicus weitzmani
- Genere Polyipnus
  - Polyipnus aquavitus
  - Polyipnus asper
  - Polyipnus asteroides
  - Polyipnus bruuni
  - Polyipnus clarus
  - Polyipnus danae
  - Polyipnus elongatus
  - Polyipnus fraseri
  - Polyipnus indicus
  - Polyipnus inermis
  - Polyipnus kiwiensis
  - Polyipnus laternatus
  - Polyipnus latirastrus
  - Polyipnus limatulus
  - Polyipnus matsubarai
  - Polyipnus meteori
  - Polyipnus nuttingi
  - Polyipnus oluolus
  - Polyipnus omphus
  - Polyipnus ovatus
  - Polyipnus parini
  - Polyipnus paxtoni
  - Polyipnus polli
  - Polyipnus ruggeri
  - Polyipnus soelae
  - Polyipnus spinifer
  - Polyipnus spinosus
  - Polyipnus stereope
  - Polyipnus surugaensis
  - Polyipnus tridentifer
  - Polyipnus triphanos
  - Polyipnus unispinus
- Genere Sonoda
  - Sonoda megalophthalma
  - Sonoda paucilampa
- Genere Sternoptyx
  - Sternoptyx diaphana
  - Sternoptyx obscura
  - Sternoptyx pseudobscura
  - Sternoptyx pseudodiaphana
- Genere Thorophos
  - Thorophos euryops
  - Thorophos nexilis
- Genere Valenciennellus
  - Valenciennellus carlsbergi
  - Valenciennellus tripunctulatus